# Georg Klett

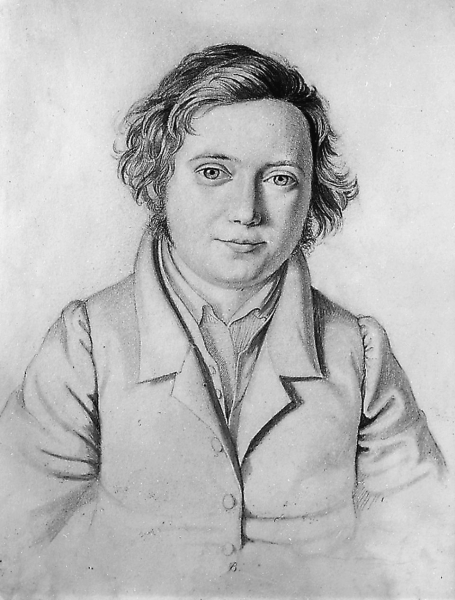
Georg Klett

Georg August Eberhard Klett (* 1. Juli 1797 in Erbach im Odenwald; † 2. Mai 1855 in Heilbronn) war ein deutscher Arzt. Er führte 1828 die ersten dokumentierten erfolgreichen Bluttransfusionen in Deutschland durch.

## Leben
Georg Klett wurde 1797 als Sohn des Arztes Christian Johann Klett und seiner Gattin Elisabetha geb. Kornacher geboren. Gemeinsam mit seinem Bruder August Klett studierte er in Tübingen. Nach seinem Medizinstudium erlangte er im Jahr 1823 unter dem Vorsitz von Ferdinand Gottlieb von Gmelin mit einer Arbeit über Magengeschwüre die Promotion an der Universität Tübingen. Nach der im September des gleichen Jahres bestandenen ärztlichen Prüfung übernahm er in Heilbronn, wie bereits zuvor sein Vater, die Position des Stadtarztes. Außerdem lehrte er ab 1838/1839 auch Physiologie an der Chirurgischen Lehranstalt der Stadt. Ab 1845 fungierte er als Oberamtsarzt.
Am 17. Januar 1828 nahm er in Heilbronn zusammen mit dem Oberamtswundarzt und Geburtshelfer Ernst Schrägle (1797–1841) bei der 41-jährigen Weingärtnersfrau Grethe Drautz, die sich nach Blutverlust infolge einer Fehlgeburt in einem bedrohlichen Zustand befand, eine erfolgreiche Übertragung von Blut ihres Ehemanns vor. Schrägle ließ dazu unter Anleitung Kletts den Ehemann zur Ader, fing das Blut in einer kleinen Schüssel auf, die sich in einem mit körperwarmem Wasser gefüllten Gefäß befand, und injizierte es dann mit einer zinnernen Spritze in die Armvene der Frau. Auf diese Weise gelangten in mehreren Schritten mindestens zwei Unzen, etwa 60 Milliliter, in den Blutkreislauf. Dem Bericht Kletts zufolge öffnete die Kranke beinahe augenblicklich wieder die vorher geschlossenen Augen, ihr Puls wurde wieder fühlbar, und ihr zuvor verzerrtes Gesicht begann wieder seinen natürlichen Ausdruck anzunehmen. Nachdem schließlich auch die Blutung gestoppt werden konnte, erholte sich die von Klett und Schrägle behandelte Patientin und genas vollkommen. Sie starb 1873 mehr als vier Jahrzehnte nach der Transfusion.
Einen Monat später führte er bei der 30-jährigen Weingärtnersfrau Bernhardine Hofmann, die durch starke Blutungen der Gebärmutter geschwächt war, zusammen mit Schrägle erneut eine Bluttransfusion mit dem Blut des Ehemanns durch. Auch diese Patientin gesundete wieder, gebar fünf weitere Kinder und starb erst 48 Jahre später. Über beide Fälle, die als vermutlich erste erfolgreiche Bluttransfusionen in Deutschland gelten, veröffentlichte er sechs Jahre später einen Bericht in einer medizinischen Zeitschrift.
Georg Klett war ab 1824 mit der Heilbronner Dekanstochter Friederike Andler verheiratet. Aus der Ehe gingen drei Söhne und zwei Töchter hervor. Er starb 1855 in Heilbronn an einem selbstdiagnostizierten „gastrischen Fieber“.